# Hypernatriæmi
Hypernatriæmi er en tilstand, hvor koncentrationen af natrium i blodet er højere (hyper) end normalt. Ved hypernatriæmi er blodplasma-natrium (P-Na+) over 146 mmol/l.

## Årsager
Man kan skelne mellem hypernatriæmi på baggrund af nedsat, normalt og øget totalt natrium i kroppen.
Den hyppigste årsag til hypernatriæmi er vandmangel.
- Nedsat total natrium: Gastrointestinale tab dvs. tab af natrium fra mavetarmkanalen. Kan ske ved opkasting og diare. Kan også ske ved tab fra nyrerne ved behandling med diuretika (vandrivende midler), hvorved salten tabes med urinen.

- Øget totalt natrium: Dette ses ved øget indtag af natrium/saltvand.

- Normalt totalt natrium: Dette ses ved vandmangel, essentiel hypernatriæmi (sjælden tilstand ved beskadigelse af tørstcentret i hypothalamus) og ved tab fra nyrerne ved tilstanden diabetes insipidus.

## Symptomer
Hovedsymptomet er tørst (på nær ved beskadigelse af tørstcentret ved essentiel hypernatriæmi), senere cerebrale (hjerne) symptomer med forvirring, hallucinationer, tiltagende bevidsthedssløring stigende til koma.
Muskelsvaghed, hyperrefleksi stigende til fokale og universelle kramper. 
Symptomerne er mindre udtalte ved kroniske tilstande pga. hjernens evne til at tilpasse sig.
Børn er mere udsatte. 
Hud er tør, rød og varm. Der er tørre slimhinder i mundhule og tør tunge. Der kan være nedsat hudtugor (hudelasticitet), feber og koncentreret urin.

## Behandling
- Generelt: forsigtig og langsom korrektion da for hurtig korrektion kan medføre hjerneødem med risiko for koma, kramper og mors (død).

Der tilstræbes et fald i [Na+] på 1-2 mmol/l/time.
- Korrektion af væskedeficit ved vandmangel: hvor mange liter patienten mangler kan beregnes ud fra følgende formel:

Vanddeficit = TV x ( 1 - aktuelle [Na+] / normale [Na+])
TV = Total vandindhold i kroppen. Mellem 45-75 % af kroppens vægt afhængig af alderen.
I praksis gives vand per os eller i.v. isotonisk glukose 1 liter. Senere natriumfattig væske fx kaliumglukoseinfusion.
Hos den neurologisk eller bevidsthedspåvirkede i.v. isoton glukose eller vand i ventrikelsonde. 
Ved diabetes insipidus: Desmopressin (antidiuretisk hormon). Specialistopgave. Diagnosticering af central diabetes insipidus vha. tørsteprøven. Den nefrogene vha. Minirinprøven med ADH-indgift.
Ved absolut natriumoverskud: Thiazid eller loop-diuretikum med forsigtig infusion af kaliumglukose i.v. Natriumrestriktion. Hæmodialyse overvejes.